# Победа (мемориал, Красный Сулин)

 Мемориал «Победа» — мемориальный комплекс в городе Красный Сулин Ростовской области. Открыт 25 апреля 1975 года. Включает в себя стелу, вечный огонь, памятник советскому солдату, аллею героев.

## История
В годы Великой Отечественной войны, 21 июля 1942 года советские войска оставили город, оккупированный германскими войсками.
14 февраля 1943 года Красный Сулин был освобождён от гитлеровских германских войск советскими войсками 5-й танковой армии Юго-Западного фронта в ходе Ворошиловградской операции:
- 5-й танковой армии в составе: часть войск 47-й гв. сд (генерал-майор Осташенко, Фёдор Афанасьевич).[3].

Оккупация Красного Сулина длилась семь месяцев (21 июля 1942 — 14 февраля 1943). За период оккупации немцы замучили и расстреляли более 400 жителей города.
Мемориал «Победа» с вечным огнём установлен 25 апреля 1975 года у Дворца культуры металлургов на площади «Победы» жителями города Красного Сулина в ознаменование 30-летия Победы советского народа в Великой Отечественной войне, в честь жителей города, не вернувшихся с Отечественной войны. Авторами проекта мемориала были Занис, скульптор — В. Д. Батяй.
На 6-метровой скульптуре мемориала изображён воин с автоматом в поднятых руках. Воин разрывает своим телом ленту победы. Рядом на постаменте установлена стела, облицованная мраморной плиткой и вечный огонь. На стеле написаны слова из поэмы Р. Рождественского «Реквием» «… люди! покуда сердца стучатся, — помните: какой ценой завоёвано счастье, — пожалуйста, помните!».
На мраморных пилонах аллеи славы закреплены мемориальные доски с портретами Героев Советского Союза: Алексеева А.И., Галатова A.M., Гладкова В. Ф., Дернова П.С., Евсюкова Н. П., Запорожского И. Н., Калинина Ф. А., Корниенко И.М., Кравцова А. С., Просандеева И. К., Сидорина В.Н., Омельченко И. А., Соломатина А. Ф., Чистова И. А. и Полных кавалеров ордена Славы: Бондаренко Д. В., Бочарова А. Л., Колесникова П. Я., Кузнецова И. Ф., Кучкурдина Н. И., Самохина В.Ф., Рулёва А. И.
В 2000 году в канун 55-й годовщины Победы проведена реставрация монумента.
В 2022 году произведена реконструкция «Мемориала Победы»

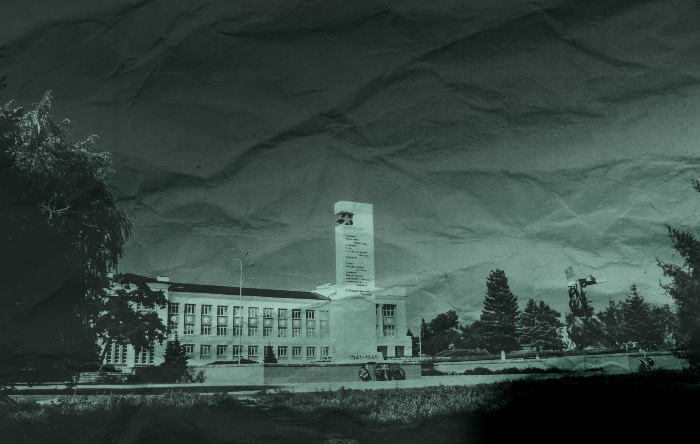
Общий вид
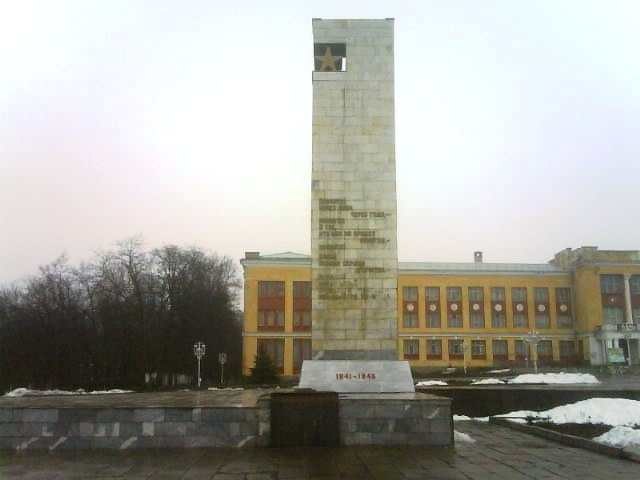
Стела
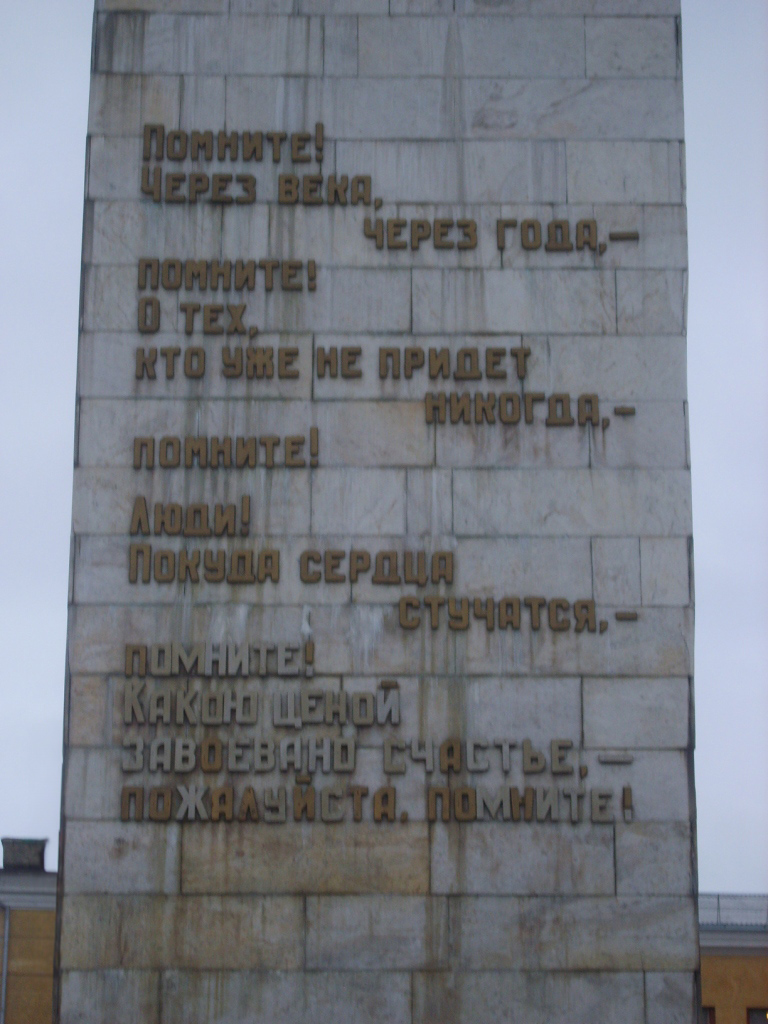
Надпись на стеле
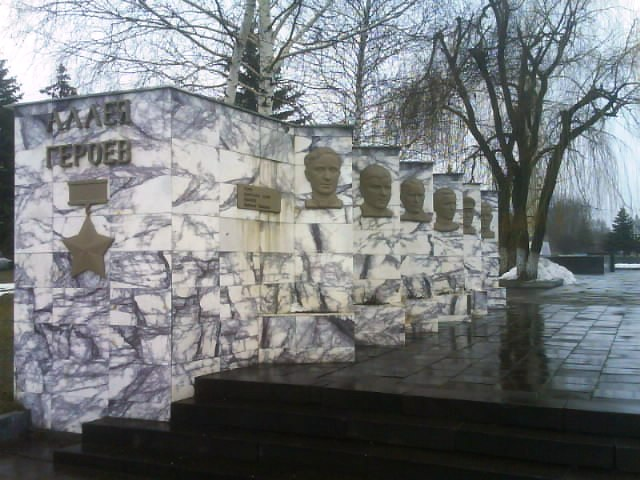
Аллея героев